# Imagine (musikalbum)
Imagine är ett musikalbum av den engelske popsångaren John Lennon efter brytningen med den brittiska popgruppen The Beatles. Imagine utkom 1971 på Apple Records. Skivan är producerad av Phil Spector, och George Harrison spelar slidegitarr på några låtar. Bland övriga musiker på skivan märks Klaus Voormann på basgitarr och kontrabas, och Yes-trummisen Alan White som medverkar på majoriteten av låtarna, bland annat titelspåret. Imagine innehåller mer storslagna produktioner till skillnad från det föregående albumet John Lennon/Plastic Ono Band som hade en mycket spartansk ljudbild.
"Imagine" kom med tiden att bli Lennons signatursång. Albumet innehåller också "Jealous Guy" som blivit en populär coverlåt, samt "How Do You Sleep?" vilket var en skarp attack på Lennons tidigare bandkollega Paul McCartney. I de första utgåvorna av albumet ingick även ett kort på Lennon och en gris där han retfullt härmade omslaget till Paul & Linda McCartneys album Ram som lanserats tidigare 1971.
Filmen Gimme Some Truth handlar om inspelningen av LP:n Imagine.
Hösten 2018 har en nymixad version av albumet Imagine givits ut. Det finns flera olika utgåvor – både på CD och vinyl – med olika antal extramaterial. Bakom nyproduktionen står Yoko Ono. Ljudet är nu mycket renare och klarare. Detta gäller särskilt sången. De ekoeffekter Phil Spector tidigare lagt på har tagits bort i de fall det varit möjligt.

## Låtlista

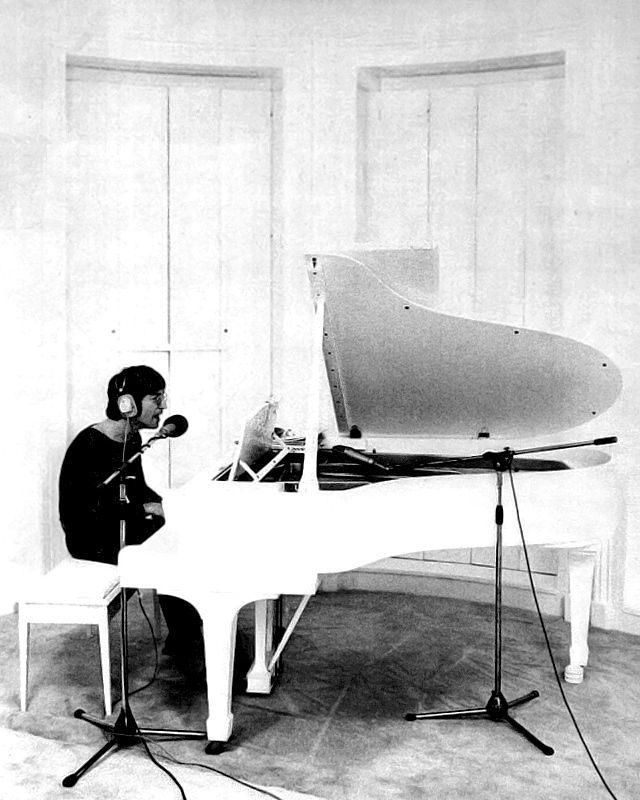
Reklamblad för albumet.

Alla låtar skrivna av John Lennon, om inget annat anges. "Jealous Guy" hette från början "Child Of Nature" och skrevs till "The White Album" 1968, men spelades först in här, med ändrad text.
Sida ett
1. "Imagine" – 3:01
2. "Crippled Inside" – 3:47
3. "Jealous Guy" – 4:14
4. "It's So Hard" – 2:25
5. "I Don't Want To Be A Soldier" – 6:05

Sida två
1. "Gimme Some Truth" – 3:16
2. "Oh My Love" (John Lennon, Yoko Ono) – 2:44
3. "How Do You Sleep?" – 5:36
4. "How?" – 3:43
5. "Oh Yoko!" – 4:20

## Medverkande
Musiker
- John Lennon – sång, piano, elgitarr, akustisk gitarr, vissling, munspel
- George Harrison – dobro, slidegitarr, elgitarr
- Nicky Hopkins – spikpiano, piano, elpiano
- Klaus Voormann – basgitarr, kontrabas
- Alan White – trummor, vibrafon, tibetanska cymbaler
- Jim Keltner – trummor
- Jim Gordon – trummor
- King Curtis – saxofon
- John Barham – harmonium, vibrafon
- Joey Molland, Tom Evans – akustisk gitarr (krediterad som "Joey and Tommy Badfinger")
- John Tout – piano
- Ted Turner – akustisk gitarr
- Rod Linton – akustisk gitarr
- Andy Davis – akustisk gitarr
- Mike Pinder – tamburin
- Steve Brendell – kontrabas, maracas
- Phil Spector – körsång
- The Flux Fiddlers (medlemmar av the New York Philharmonic) – stråkare

## Listplaceringar
| Lista (1971-1972) | Position            |
| ----------------- | ------------------- |
| Australien        | 1 (Go Set)          |
| Danmark           | 1                   |
| Finland           | 9                   |
| Frankrike         | 5                   |
| Japan             | 1 (Oricon)          |
| Kanada            | 2 (RPM)             |
| Nederländerna     | 1                   |
| Norge             | 1 (VG-lista)        |
| Storbritannien    | 1 (UK Albums Chart) |
| Sverige           | 3* (Kvällstoppen)   |
| USA               | 1 (Billboard 200)   |
| Västtyskland      | 10                  |